# Petershof (Guttentag)
Petershof polnisch Pietraszów ist ein Ort in der Stadt- und Landgemeinde Guttentag im Powiat Oleski der Woiwodschaft Opole in Polen. Sie liegt in der Region Oberschlesien.